# European Trophy 2011
L'European Trophy 2011 è la seconda edizione dell'European Trophy, torneo ad inviti estivo di hockey su ghiaccio per squadre di club europee. È la sesta edizione considerando anche quelle disputate con la denominazione di "Nordic Trophy", trofeo nato nel 2006. La stagione regolare prese il via l'11 agosto 2011 e si concluse il 6 settembre. I playoff si sono disputati fra il 16 ed il 18 dicembre 2011 a Vienna e a Salisburgo. La competizione fu vinta dagli austriaci del Red Bull Salisburgo, i quali si imposero per 3-2 contro lo Jokerit.
Rispetto all'ultima edizione il numero delle squadre partecipanti aumentò da 18 a 24, e per questo motivo nella prima fase del torneo le squadre partecipanti furono suddivise in quattro gironi contro i due della stagione precedente. Le finali della Red Bull Salute furono spostate dal mese di settembre a quello di dicembre, ospitate dalle città austriache di Vienna e Salisburgo.

## Formato
Le 24 formazioni iscritte sono state suddivise secondo un criterio parzialmente geografico in quattro divisioni: la Divisione Nord, la Divisione Sud, la Divisione Est e la Divisione Ovest. Ciascuna divisione, composta da sei formazioni, prevede un girone all'italiana con sole gare di andata più tre incontri extra disputati con una squadra proveniente da un altro girone per un totale di otto partite giocate. Ogni formazione disputa quattro incontri in casa e quattro in trasferta. L'accesso ai playoff è garantito alle prime due squadre di ciascuna divisione; tuttavia il Red Bull Salisburgo, organizzatore dei playoff, ha garantito l'accesso alla fase finale del torneo, e qualora non riuscissero ad accedere ai primi due posti della Divisione sostituirebbe la peggiore seconda classificata dell'intero torneo.
In caso di parità per determinare la prima posizione in un gruppo o il passaggio del turno fra due squadre al secondo posto in gironi diversi vengono applicati i seguenti criteri:
1. Miglior differenza reti
2. Maggior numero di reti segnate
3. Risultati negli scontri diretti con le squadre interessate
4. Sorteggio

### Partite
Se una partita si conclude in parità al termine del tempo regolamentare (60 minuti), si disputa un overtime di 5 minuti disputato in 4 contro 4. Se nessuna delle due squadre riesce a segnare nei 5 minuti di overtime di procedere con lo shootout, inizialmente con una serie obbligatoria di tre tiri per ciascuna squadra. Se dopo la serie di tre tiri si è ancora in parità si procede ad oltranza fino alla cosiddetta sudden death, quando una squadra riesce ad imporsi sull'altra.
Una squadra ottiene tre punti in caso di successo entro il tempo regolamentare, due punti per una vittoria all'overtime o allo shootout, un punto in caso di sconfitta all'overtime o allo shootout e nessun punto in caso di sconfitta al termine dei 60 minuti di gioco.

## Partecipanti
Divisione Nord
  Djurgården
  HIFK
  Jokerit
  Slavia Praga
  Sparta Praga
  Luleå
Divisione Sud
  Linköping
  HV71
  Adler Mannheim
  Bílí Tygři Liberec
  Pardubice
  Kometa Brno
Divisione Est
  Oulun Kärpät
  KalPa
  České Budějovice
  Plzeň 1929
  Slovan Bratislava
  Vienna Capitals
Divisione Ovest
  Färjestad
  Frölunda
  TPS
  Tappara
  Eisbären Berlino
  Red Bull Salisburgo

## Fase a gironi
|  | Squadra qualificata per i playoff |

### Divisione Nord
| Pos. | Squadra      | Pt | G | V | VS | PS | P | GF | GS | DR  |
| ---- | ------------ | -- | - | - | -- | -- | - | -- | -- | --- |
| 1.   | Jokerit      | 18 | 8 | 6 | 0  | 0  | 2 | 29 | 18 | +11 |
| 2.   | Luleå        | 14 | 8 | 4 | 0  | 1  | 3 | 23 | 21 | +2  |
| 3.   | Djurgården   | 13 | 8 | 4 | 1  | 0  | 3 | 25 | 20 | +5  |
| 4.   | HIFK         | 13 | 8 | 3 | 0  | 1  | 3 | 24 | 19 | +5  |
| 5.   | Sparta Praga | 10 | 8 | 3 | 1  | 1  | 4 | 20 | 23 | -3  |
| 6.   | Slavia Praga | 7  | 8 | 2 | 1  | 0  | 5 | 18 | 29 | -11 |

### Divisione Sud
| Pos. | Squadra            | Pt | G | V | VS | PS | P | GF | GS | DR |
| ---- | ------------------ | -- | - | - | -- | -- | - | -- | -- | -- |
| 1.   | Pardubice          | 15 | 8 | 4 | 1  | 1  | 2 | 23 | 21 | +2 |
| 2.   | Linköping          | 13 | 8 | 3 | 1  | 2  | 2 | 19 | 18 | +1 |
| 3.   | Adler Mannheim     | 12 | 8 | 4 | 0  | 0  | 4 | 22 | 24 | -2 |
| 4.   | HV71               | 10 | 8 | 3 | 0  | 1  | 4 | 15 | 21 | -6 |
| 5.   | Bílí Tygři Liberec | 7  | 8 | 1 | 2  | 0  | 5 | 16 | 19 | -3 |
| 6.   | Kometa Brno        | 5  | 8 | 1 | 1  | 0  | 6 | 20 | 27 | -7 |

### Divisione Est
| Pos. | Squadra           | Pt | G | V | VS | PS | P | GF | GS | DR  |
| ---- | ----------------- | -- | - | - | -- | -- | - | -- | -- | --- |
| 1.   | Plzeň 1929        | 20 | 8 | 5 | 2  | 1  | 0 | 30 | 16 | +24 |
| 2.   | České Budějovice  | 20 | 8 | 5 | 2  | 1  | 0 | 26 | 15 | +11 |
| 3.   | Slovan Bratislava | 13 | 8 | 3 | 2  | 0  | 3 | 25 | 20 | +5  |
| 4.   | KalPa             | 12 | 8 | 2 | 0  | 3  | 3 | 19 | 21 | -2  |
| 5.   | Oulun Kärpät      | 10 | 8 | 1 | 2  | 3  | 2 | 21 | 23 | -2  |
| 6.   | Vienna Capitals   | 7  | 8 | 1 | 2  | 0  | 5 | 18 | 30 | -12 |

### Divisione Ovest
| Pos. | Squadra             | Pt | G | V | VS | PS | P | GF | GS | DR  |
| ---- | ------------------- | -- | - | - | -- | -- | - | -- | -- | --- |
| 1.   | Frölunda            | 18 | 8 | 5 | 1  | 1  | 1 | 32 | 19 | +13 |
| 2.   | Eisbären Berlino    | 13 | 8 | 4 | 0  | 1  | 3 | 18 | 26 | -8  |
| 3.   | Red Bull Salisburgo | 12 | 8 | 4 | 0  | 0  | 4 | 27 | 25 | +2  |
| 4.   | TPS                 | 11 | 8 | 2 | 2  | 1  | 3 | 19 | 20 | -1  |
| 5.   | Färjestad           | 10 | 8 | 2 | 1  | 2  | 3 | 15 | 22 | -7  |
| 6.   | Tappara             | 5  | 8 | 1 | 0  | 2  | 5 | 21 | 28 | -7  |

## Playoff
I playoff, noti anche come "Red Bulls Salute", hanno avuto luogo presso l'Albert Schultz Eishalle di Vienna e l'Eisarena Salzburg di Salisburgo fra il 16 ed il 18 dicembre 2011; la finale del torneo è stata disputata nella Albert Schultz Eishalle.
| Albert Schultz Eishalle | Eisarena Salzburg |
| Capienza: 7.000         | Capienza: 3.200   |
|                         |                   |

### Tabellone
|  | Quarti di finale | Quarti di finale    | Quarti di finale    |                     |                     | Semifinali          | Semifinali | Semifinali |           |                 | Finale          | Finale          | Finale |  |
|  |                  |                     |                     |                     |                     |                     |            |            |           |                 |                 |                 |        |  |
|  | O1               | Frölunda            | 2                   |                     |                     |                     |            |            |           |                 |                 |                 |        |  |
|  | O1               | Frölunda            | 2                   |                     |                     |                     |            |            |           |                 |                 |                 |        |  |
|  | S2               | Linköping           | 4                   |                     |                     |                     |            |            |           |                 |                 |                 |        |  |
|  | S2               | Linköping           | 4                   |                     | Linköping           | Linköping           | 3          |            |           |                 |                 |                 |        |  |
|  |                  |                     |                     |                     | Linköping           | Linköping           | 3          |            |           |                 |                 |                 |        |  |
|  |                  |                     | Red Bull Salisburgo | Red Bull Salisburgo | 4                   |                     |            |            |           |                 |                 |                 |        |  |
|  | S1               | Pardubice           | Red Bull Salisburgo | Red Bull Salisburgo | 4                   | 1                   |            |            |           |                 |                 |                 |        |  |
|  | S1               | Pardubice           |                     |                     |                     |                     |            |            |           |                 |                 |                 |        |  |
|  | O2               | Red Bull Salisburgo | 2                   |                     |                     |                     |            |            |           |                 |                 |                 |        |  |
|  | O2               | Red Bull Salisburgo | 2                   |                     | Red Bull Salisburgo | Red Bull Salisburgo | 3          |            |           |                 |                 |                 |        |  |
|  |                  |                     |                     |                     |                     |                     |            |            |           |                 |                 |                 |        |  |
|  |                  |                     | Jokerit             | Jokerit             | 2                   |                     |            |            |           |                 |                 |                 |        |  |
|  | N1               | Jokerit             | Jokerit             | Jokerit             | 2                   | 7                   |            |            |           |                 |                 |                 |        |  |
|  | N1               | Jokerit             |                     |                     |                     | 7                   |            |            |           |                 |                 |                 |        |  |
|  | E2               | České Budějovice    | 2                   |                     |                     |                     |            |            |           |                 |                 |                 |        |  |
|  | E2               | České Budějovice    | 2                   |                     | Jokerit             | Jokerit             | 3          |            |           | Finale 3º posto | Finale 3º posto | Finale 3º posto |        |  |
|  |                  |                     |                     |                     | Jokerit             | Jokerit             | 3          |            |           |                 |                 |                 |        |  |
|  |                  |                     | Luleå               | Luleå               | 2                   |                     |            |            |           |                 |                 |                 |        |  |
|  | E1               | Plzeň 1929          | Luleå               | Luleå               | 2                   | 1                   |            |            | Linköping | Linköping       | 2               |                 |        |  |
|  | E1               | Plzeň 1929          |                     |                     |                     |                     |            |            | Linköping | Linköping       | 2               |                 |        |  |
|  | N2               | Luleå               | 2                   |                     |                     | Luleå               | Luleå      | 3          |           |                 |                 |                 |        |  |

### Quarti di finale
| Salisburgo 16 dicembre 2011, ore 17:15 UTC+1 | Frölunda | 2 – 4 (1-0; 0-3; 1-1) referto | Linköpings | Eisarena Salzburg (890 spett.) |

| Vienna 16 dicembre 2011, ore 17:15 UTC+1 | Jokerit | 7 – 2 (2-1; 3-0; 2-1) referto | České Budějovice | Albert Schultz Arena (1.200 spett.) |

| Salisburgo 16 dicembre 2011, ore 20:30 UTC+1 | Pardubice | 1 – 2 (0-0; 1-2; 0-0) referto | Red Bull Salisburgo | Eisarena Salzburg (1.580 spett.) |

| Vienna 16 dicembre 2011, ore 20:30 UTC+1 | Plzeň 1929 | 1 – 2 (d.t.s.) (0-0; 0-1; 1-0; 0-0) referto | Luleå | Albert Schultz Arena (1.000 spett.) |

### Semifinali
| Salisburgo 17 dicembre 2011, ore 17:15 UTC+1 | Jokerit | 3 – 2 (d.t.s.) (0-1; 2-0; 0-1) referto | Luleå | Eisarena Salzburg (1.000 spett.) |

| Vienna 17 dicembre 2011, ore 20:30 UTC+1 | Linköpings | 3 – 4 (d.t.s.) (1-0; 1-3; 1-0; 0-0) referto | Red Bull Salisburgo | Albert Schultz Arena (1.460 spett.) |

### Finale 7º/8º posto
| Salisburgo 18 dicembre 2011, ore 14:00 UTC+1 | Frölunda | 4 – 2 (2-1; 1-0; 1-1) referto | České Budějovice | Eisarena Salzburg (280 spett.) |

### Finale 5º/6º posto
| Salisburgo 18 dicembre 2011, ore 17:15 UTC+1 | Pardubice | 5 – 3 (2-1; 3-0; 0-2) referto | Plzeň 1929 | Eisarena Salzburg (490 spett.) |

### Finale 3º/4º posto
| Vienna 16 dicembre 2011, ore 20:00 UTC+1 | Luleå | 3 – 2 (d.t.s.) (0-1; 1-1; 1-0) referto | Linköpings | Albert Schultz Arena (3.200 spett.) |

### Finale
| Vienna 16 dicembre 2011, ore 20:00 UTC+1 | Jokerit | 2 – 3 (1-0; 1-1; 0-2) referto | Red Bull Salisburgo | Albert Schultz Arena (3.200 spett.) |

## Statistiche

### Classifica marcatori
Aggiornata al 18 dicembre 2011.
| Giocatore          | Squadra             | PG | Gol | Assist | Punti |
| ------------------ | ------------------- | -- | --- | ------ | ----- |
| Ilari Filppula     | Jokerit             | 11 | 3   | 13     | 16    |
| Ben Eaves          | Jokerit             | 11 | 7   | 6      | 13    |
| Ramzi Abid         | Red Bull Salisburgo | 11 | 2   | 11     | 13    |
| Mathis Olimb       | Frölunda            | 10 | 3   | 9      | 12    |
| Danny Bois         | Red Bull Salisburgo | 11 | 5   | 6      | 11    |
| Benoît Gratton     | Vienna Capitals     | 8  | 2   | 9      | 11    |
| Martin Straka      | Plzeň 1929          | 10 | 0   | 11     | 11    |
| Tomáš Vlasák       | Plzeň 1929          | 10 | 8   | 2      | 10    |
| Magnus Kahnberg    | Frölunda            | 8  | 4   | 6      | 10    |
| Fredrik Pettersson | Frölunda            | 8  | 4   | 6      | 10    |
|                    |                     |    |     |        |       |

### Classifica portieri
Aggiornata al 18 dicembre 2011.
| Giocatore        | Squadra           | PG | MGS  | Sv%   |
| ---------------- | ----------------- | -- | ---- | ----- |
| Ville Hostikka   | Oulun Kärpät      | 4  | 1.88 | 94.29 |
| Marek Schwarz    | TPS               | 4  | 1.48 | 93.94 |
| Branislav Konrád | Slovan Bratislava | 8  | 2.40 | 93.67 |
| Daniel Larsson   | HV71              | 4  | 1.97 | 93.64 |
| Jakub Kovář      | České Budějovice  | 10 | 1.83 | 93.62 |
|                  |                   |    |      |       |

## Classifica finale

### Vincitori
| Campioni dell'European Trophy 2011 Red Bull Salisburgo | Portieri: Thomas Höneckl, Josh Tordjman, Marty Turco Difensori: Brent Aubin, Rob Davison, Ryan Glenn, Ryan Kavanagh, Doug Lynch (A), Florian Mühlstein, Alexander Pallestrang, Erik Reitz, Matthias Trattnig (A) Attaccanti: Ramzi Abid, Akim Aliu, Scott Barney, Johannes Bischofberger, Danny Bois, Marco Brucker, Robbie Earl, Dominique Heinrich, Fabio Hofer, Thomas Koch (C), Andreas Kristler, Manuel Latusa, Viktor Lennartsson, Markus Pöck, Kevin Puschnik, Thomas Raffl, Tyler Redenbach, Steve Regier, Michael Schiechl, Markus Schlacher, Daniel Welser, Jeremy Williams Staff Tecnico: Pierre Pagé (Allenatore), Reijo Ruotsalainen (Ass. allenatore), Patric Wener (Ass. Allenatore) |